# Groß Oesingen
Groß Oesingen település Németországban, azon belül Alsó-Szászország tartományban. Lakosainak száma 2051 fő (2023. december 31.). Groß Oesingen Dedelstorf, Wahrenholz, Wesendorf, Ummern, Eldingen és Steinhorst községekkel határos.

## Népesség
A település népességének változása:
| Lakosok száma | 1891 | 1864 | 1902 | 2016 | 2037 | 2051 |
|               | 2016 | 2017 | 2019 | 2021 | 2022 | 2023 |